# Wellington (Nuevo Brunswick)
Wellington es una parroquia canadiense situada en la provincia de Nuevo Brunswick.

## Superficie
Wellington tiene una superficie de 184,8 km².

## Demografía
En 2021, tenía 3292 habitantes, una densidad poblacional de 17,8 hab./km², y 1747 viviendas.